# Pavlovka (oblast d'Oulianovsk)
Pavlovka (Па́вловка) est une commune urbaine de Russie située dans le raïon de Pavlovka (dont c'est le siège administratif) de l'oblast d'Oulianovsk.

## Géographie
Pavlovka se trouve au bord de la rivière Izbalyk dans une profondeur et est entourée de steppe forestière. La gare ferroviaire est celle de Klioutchiki à Nikolaïevka, à 56 km.
La commune est à 200 km d'Oulianovsk.

## Population
| Année | Habitants |
| ----- | --------- |
| 1897  | 4328      |
| 1939  | 4136      |
| 1959  | 3532      |
| 1970  | 3803      |
| 1979  | 4496      |
| 1989  | 5730      |
| 2002  | 5930      |
| 2010  | 5626      |
| 2016  | 5278      |
| 2021  | 4951      |

## Histoire
Pavlovka a été fondée en 1695. « En l'an 203 de la création [c'est-à-dire en 1695], il a été accordé des terres sauvages avec toutes leurs ressources le long de la rivière Izbalyk à Pavel (Paul) et Semion (Simon) de Penza, à Trophime le moitié Mordve et à Lucien Mamotov. ». Ainsi, à la source d'une belle rivière propre, le village d'Izbalyk a été formé, et lorsqu'une chapelle a été construite dans le village dédiée à saint Dimitri, il est devenu Dmitrievskoïé. Plus tard, une église de bois est édifiée sous le vocable de la Mère de Dieu. Dans la seconde moitié du XIXe siècle, le village prend le nom de Pavlovka, d'après le nom de Paul (Pavel).
Par la diligence du prince Nicolas Alexeïevitch Obolenski, une église de pierre est bâtie en 1827. Son autel principal est consacré à la Résurrection du Christ, tandis que les autels secondaires sont consacrés, l'un à l'Intercession de la Vierge, et l'autre à saint Dimitri de Thessalonique. Elle est de style néoclassique avec un portique à la grecque.
En 1862, le village de Pavlovka (anciennement Izbalyk, Dmitrievskoïé) fait partie de l'ouïezd de Khvalynsk du gouvernement de Saratov.
Le 16 juillet 1928, Pavlovka devient le siège administratif du raïon (arrondissement) de Pavlovka de l'okroug de Kouznetsk, devenu en 1935 le kraï de Kouïbychev, puis en 1936 l'oblast de Kouïbychev. En 1943, le village fait partie de l'oblast d'Oulianovsk.
Pavlovka obtient le statut de commune urbaine en 1978.
Depuis 2005, c'est le siège de la commune de type urbain de Pavlovka.

## Lieux à visiter
- Le système d'approvisionnement en eau de Pavlovka est intéressant et unique[8].
- La chapelle Saint-Alexandre-Nevski est édifiée en 1890 en mémoire de l'empereur Alexandre II, tué par une bombe lancée par le révolutionnaire narodnik, Ignace Grinevitski, le 1er mars 1881 à Saint-Pétersbourg. À l'époque soviétique, la chapelle servait de dépôt électrique[8].
- La place centrale de Pavlovka où se trouve le monument aux soldats et officiers morts pour la Patrie[8].
- L'église de la Résurrection[9] qui dépend aujourd'hui de l'éparchie de Barych.
- La datcha de Serov[10].
- Le festival des cultures nationales des pays profonds de la Volga se tient chaque année à Pavlovka[11],[12].

## Enseignement
La commune dispose d'une école secondaire d'enseignement général et d'un lycée technique de technologie.

## Galerie

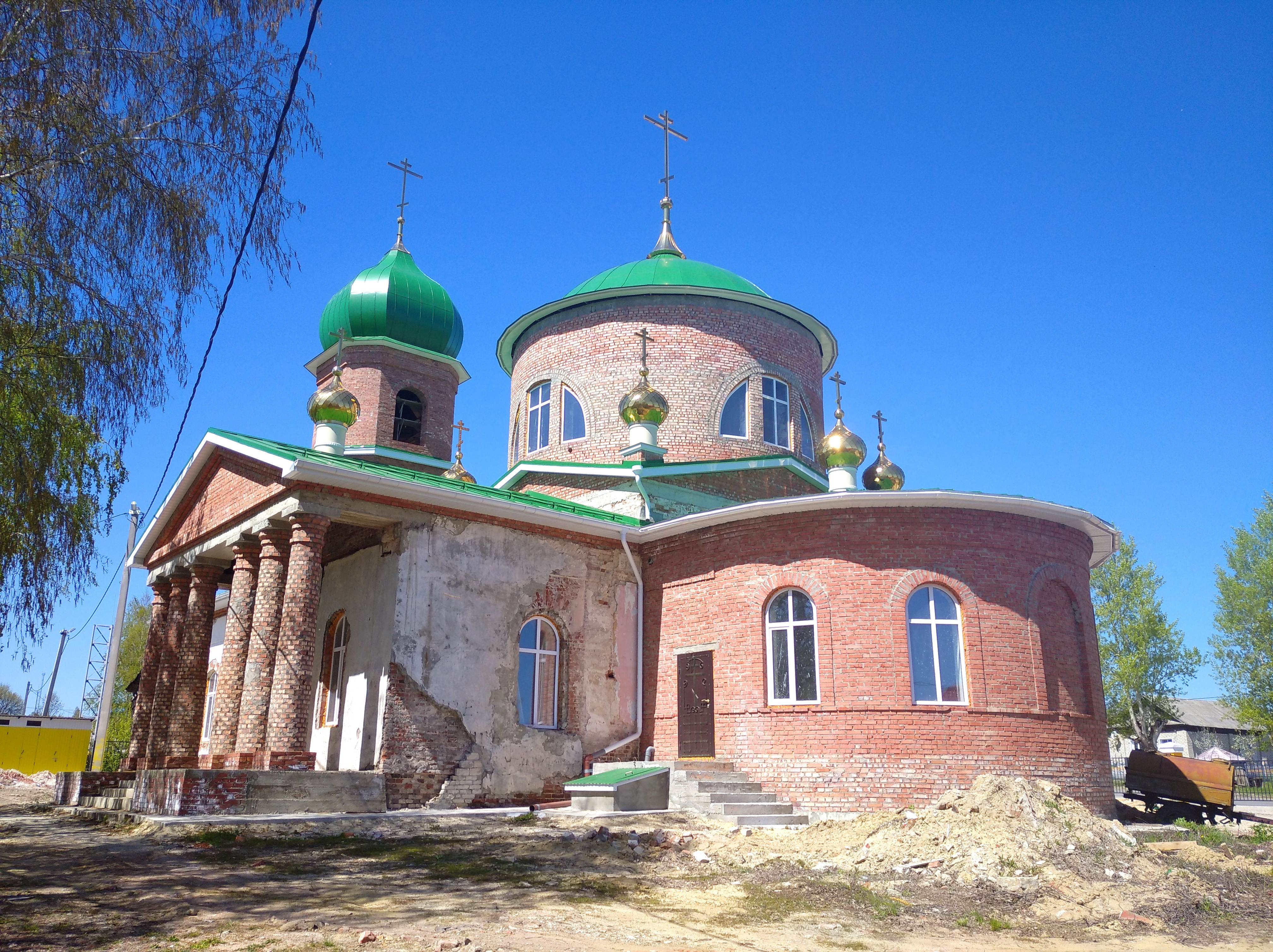
Vue de l'église de la Résurrection.
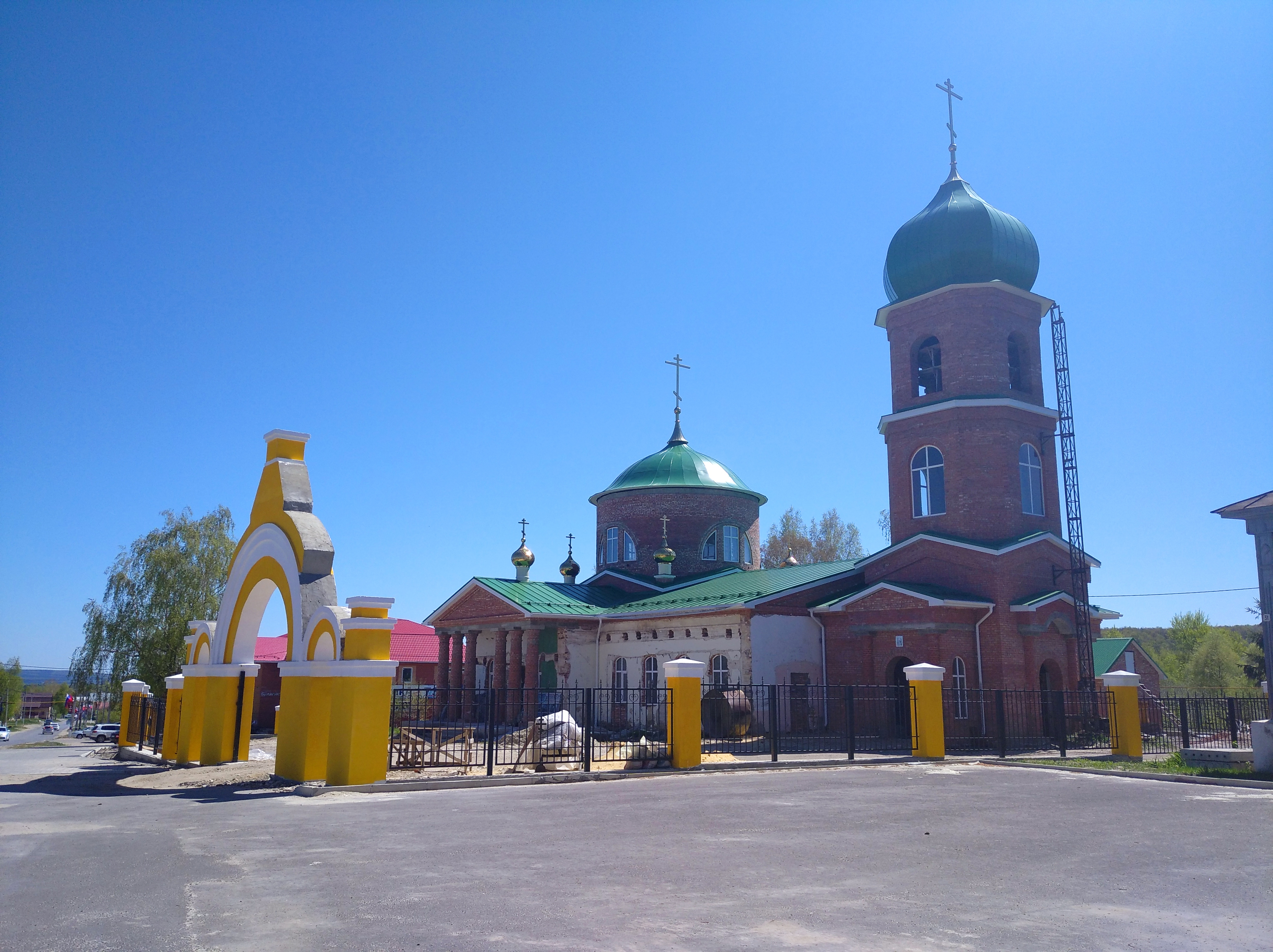
Clocher de l'église.
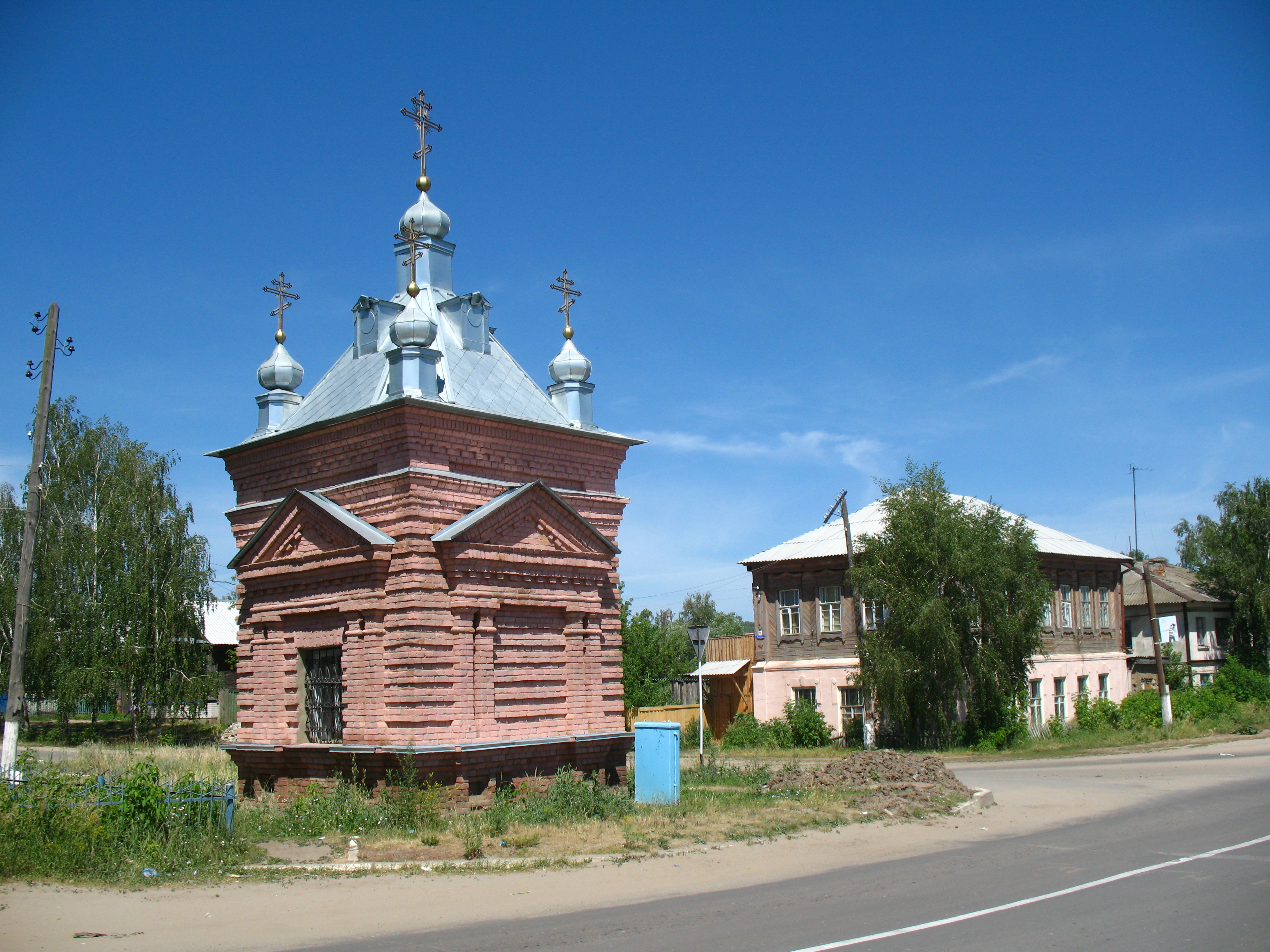
Chapelle Saint-Alexandre-Nevski.
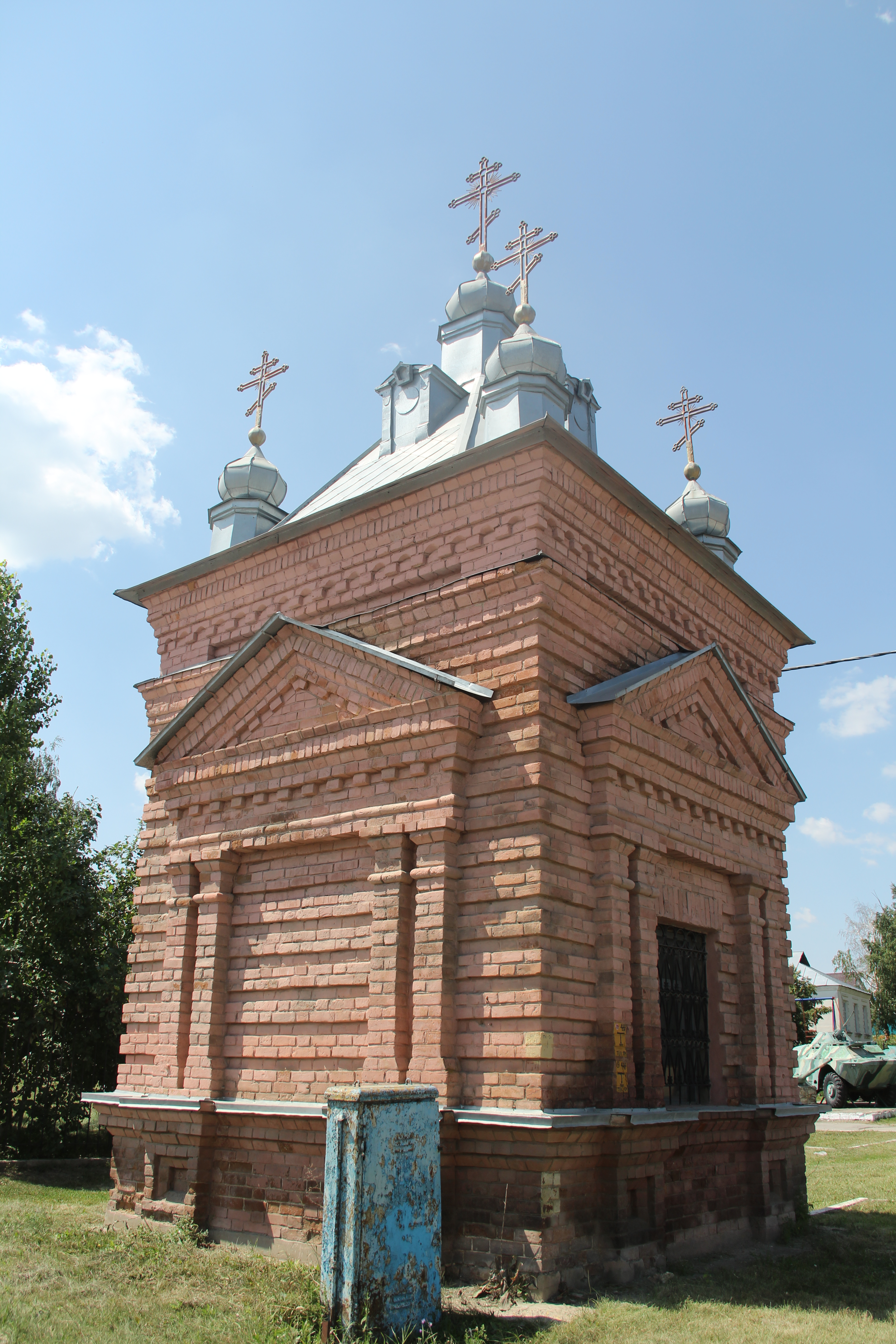
Chapelle Saint-Alexandre-Nevski en souvenir de l'empereur Alexandre II.